# Soldier Field
Soldier Field är en idrottsarena i Chicago i Illinois i USA. Arenan är hemmaarena för Chicago Bears i National Football League (NFL) och för Chicago Fire i Major League Soccer (MLS).
Arenan invigdes den 9 oktober 1924, och genomgick en omfattande renovering 2002–2003.
Arenan har i dag en kapacitet på 61 500 åskådare.